# (36816) 2000 SD75
2000 SD75 (asteroide 36816) é um asteroide da cintura principal. Possui uma excentricidade de 0.25188470 e uma inclinação de 8.62734º.
Este asteroide foi descoberto no dia 24 de setembro de 2000 por LINEAR em Socorro.